# Антонівська світа
Антонівська сві́та — літостратиграфічний підрозділ середньо-верхньодевонських відкладів Південного Донбасу.

## Назва
Від назви балки Антон-Тарама - притоку річки Мокра Волноваха.

## Поширення
Південний Донбас

## Стратотип
Відслонення в балці Антон-Тарама - притоку річки Мокра Волноваха.

## Літологія
Світа представлена товщею основних ефузивів: спілітів, кератофірів, порфіритів, базальтів і базальтових туфів. Потужність товщі сягає в середньому 200 м іноді - 500м. Відклади світи зі стратиграфічною перервою (розмив) перекриваються верхньодевонськими породами довгинської світи.  

## Фауністичні і флористичні рештки
| Система/ Період                                                        | Відділ/ Епоха      | Ярус/ Вік         | Вік (млн років) | Вік (млн років) |
| ---------------------------------------------------------------------- | ------------------ | ----------------- | --------------- | --------------- |
| Карбон, С                                                              | Міссісіпій         | Турнейський, C1t  | молодше         | молодше         |
| Девон, D                                                               | Верхній/Пізній, D3 | Фаменський, D3fm  | 358,9           | 372,2           |
| Девон, D                                                               | Верхній/Пізній, D3 | Франський, D3f    | 372,2           | 382,7           |
| Девон, D                                                               | Середній, D2       | Живетський, D2zv  | 382,7           | 387,7           |
| Девон, D                                                               | Середній, D2       | Ейфельський, D2ef | 387,7           | 393,3           |
| Девон, D                                                               | Нижній/Ранній, D1  | Емський, D1e      | 393,3           | 407,6           |
| Девон, D                                                               | Нижній/Ранній, D1  | Празький, D1p     | 407,6           | 410,8           |
| Девон, D                                                               | Нижній/Ранній, D1  | Лохковський, D1l  | 410,8           | 419,2           |
| Силур, S                                                               | Пржидольска, S3    | поділ відсутній   | древніше        | древніше        |
| Підрозділи Девонської системи наведені згідно МКС, станом на 2018 рік. |                    |                   |                 |                 |
| п о р                                                                  |                    |                   |                 |                 |